# Wintergatter
Wintergatter sind Wildgehege, in denen Rotwild zur Vermeidung von übermäßigem Wildschaden während der Notzeit mit Winterfütterung gehalten wird.

## Idee und Entwicklung
In schneereichen Gebirgslagen werden Wintergatter angelegt, in die sich das Rotwild auf der Suche nach Äsung zurückziehen kann. Aufgrund der menschlichen Besiedelung und des Skitourismus kann das Wild nicht mehr den natürlichen, jahreszeitlichen Bedingungen folgend, in die Tallagen mit ausreichender Nahrung ziehen. Um im Gebirge nicht zu verhungern, richtet es dort durch Schälen von Baumrinde große Schäden an. Mit Beginn des Winters wird durch Fütterung das Wild in das Gatter gelockt und dann verschlossen. Erst mit Beginn der nächsten Vegetationsperiode wird das Gatter geöffnet und die Fütterung eingestellt.